# Шепелёв, Андрей Николаевич
Андрей Николаевич Шепелёв (29 июня 1958, Москва) — советский и российский композитор и музыкант. Лидер кантри-рок/блюграсс группы ГрАссМейстер.

## Биография
Вырос в подмосковном Реутове, где живёт до сих пор. Играть на гитаре начал в детской музыкальной студии при ЖЭКе в возрасте 10 лет, занимался в джазовой студии ДК Замоскворечье. Первую песню сочинил в школьном ансамбле. В 1981 году закончил Московский архитектурный институт, где получил и музыкальное образование: с 1978 года играл вместе с Дмитрием Дибровым  в составе студенческой группы «Орнамент», которая исполняла музыку «кантри».
После института окончательно решил стать профессиональным музыкантом. В 1976 году самостоятельно начал играть на пятиструнном банджо, которое на долгое время стало его основным инструментом. Второй инструмент, который Андрей освоил в 1985 году — это добро. Сегодня именно добро — его основной инструмент.
В 1992 году Шепелёв был приглашён как преподаватель в Институт банджо в Нэшвилле, штат Теннеси (США), где проводил занятия и учил американских студентов играть их собственную народную музыку. Он вызывал у студентов любопытство, как человек из России, играющий на их национальном инструменте, который также показывал свои композиции, совсем не похожие на общеизвестные стандарты.
Андрей Шепелёв — один из основателей и активный участник популярнейшей в конце 1980-х — начале 1990-х кантри-группы «Кукуруза». В настоящее время — основатель и неизменный участник группы «ГрАссМейстер».

## Работы
Андрей Шепелёв играл в составе Утёсовского оркестра, в группе «Интеграл» Бари Алибасова. Принимал участие (в качестве сессионного музыканта) в записи групп «ДДТ» («Актриса Весна», 1992; «Пропавший без вести», 2005), «Машина времени» («Медленная хорошая музыка», 1991), «Браво», «Шанхай», «Дежавю», «Адо» , «Антропология» Дмитрия Диброва; исполнителей: Жанна Бичевская, Валерий Меладзе, Юрий Лоза, Александр Буйнов, Андрей Козловский, Ирина Сурина (экс-«Кукуруза») и др.
Знаком и играл на сцене и в совместных репетициях с такими известными кантри-музыкантами как Бела Флек, Джерри Дуглас (Jerry Douglas), Тут Тэйлор (Tut Taylor), Майк Олдридж (Mike Auldrige), Марк О'Коннор, Док Уотсон (Doc Watson), Эдгар Майер (Edgar Mayer), Расс Бэренберг (Russ Barenberg), Сэм Буш (Sam Bush) и др. Пять раз выступал в Grand Ole Opry. Член BMI с 1992 года. В США издано 12 его произведений. Альбом группы «Кукуруза» с участием Андрея Шепелёва попал в старр-ревю журнала Billboard.
С 1994 года занимается собственным проектом «ГрАссМейстер» вместе со своим другом и коллегой Тимуром Ведерниковым.
Шепелёв — автор музыки группы «ГрАссМейстер», а также телевизионного проекта «За стеклом».

## Инструменты
Шепелёв — инструменталист и композитор. Он профессионально владеет гитарой, банджо, до́бро. Компания «Rich&Taylor» специально для него изготовила добро и подарила в одном из туров по США в обмен на право использовать его имя в рекламе своей продукции.